# Parwan
Parwan ou Parvan (em persa: پروان, transl. Parwān) é uma província do Afeganistão. Sua capital é a cidade de Charikar.